# 新政権研究会
新政権研究会（しんせいけんけんきゅうかい）は、立憲民主党のグループ。通称、田名部グループ。

## 概説
2017年10月の第48回衆議院議員総選挙に際し民進党が分裂。2020年上旬時点で旧民進勢力は立憲民主党・国民民主党・無所属議員などに分かれていたが、同年8月に立憲民主党の大半と国民民主党の約半分、無所属議員らが合流に合意し、合流新党が結成される運びとなった。
翌9月に新党の代表及び党名を決める新党代表・党名選挙が行われ、旧立憲民主党代表の枝野幸男が旧国民民主党政調会長の泉健太を破り、初代代表に就任。党名は前身と同じ「立憲民主党」が選ばれた。
2021年10月の第49回衆議院議員総選挙で立憲民主党が議席を減らすと、枝野は代表を辞任する意向を示し、枝野の後任を決める2021年立憲民主党代表選挙では泉が立候補する意向を示した。また、この際に泉が率いる旧国民民主党出身の議員らによるグループ「新政権研究会」の存在が報じられるようになり、泉は同グループを中心に推薦人を確保した。勢力としては21人と報じられている。党内でのスタンスは中道路線とされる。30日、投開票の結果、代表に就任。12月9日、中立性に配慮し、泉はグループ会長職を辞した。2024年9月の代表選挙で泉は3位となり再選できなかった。
第50回衆議院議員総選挙後に行われた2024年11月の懇親会では新人議員が10人程度が参加。また、泉の後任となる会長に参議院幹事長の田名部匡代が就く事となった。

## 歴代役員
| 会長         | 会長代行 | 幹事長 | 顧問       | 相談役          | 会計責任者 | 就任年月       |
| ------------ | -------- | ------ | ---------- | --------------- | ---------- | -------------- |
| 泉健太       | 渡辺周   | 城井崇 |            | 平野博文 荒井聰 | 森本真治   | 2021年11月以前 |
| （田中栄一） | 渡辺周   | 城井崇 | 2021年12月 | 平野博文 荒井聰 | 森本真治   |                |
| 田名部匡代   | 渡辺周   | 城井崇 | 泉健太     | 平野博文 荒井聰 | 森本真治   | 2024年11月28日 |

## 現在の構成
| 衆議院議員（22人）                   | 衆議院議員（22人）                | 衆議院議員（22人）                      | 衆議院議員（22人）                         |
| ------------------------------------ | --------------------------------- | --------------------------------------- | ------------------------------------------ |
| 渡辺周 （10回、静岡6区）             | 大島敦 （9回、埼玉6区）           | 泉健太 （9回、京都3区）                 | 福田昭夫 （7回、栃木2区）                  |
| 下条みつ （6回、長野2区）            | 大西健介 （6回、愛知13区）        | 小熊慎司 （5回・参院1回、福島3区）      | 城井崇 （5回、福岡10区）                   |
| 森山浩行 （4回、比例近畿・大阪16区） | 井坂信彦 （4回、兵庫1区）         | 源馬謙太郎 （3回、静岡8区）             | 緑川貴士 （3回、秋田2区）                  |
| 伊藤俊輔 （3回、東京23区）           | 荒井優 （2回、北海道3区）         | 太栄志 （2回、神奈川13区）              | 川原田英世 （1回、比例北海道・北海道12区） |
| 岡田華子 （1回、青森3区）            | 高松智之（1回、東京28区）         | 山登志浩 （1回、比例北陸信越・富山1区） | 眞野哲 （1回、比例東海・岐阜5区）          |
| 大嶽理恵 （1回、比例東海・愛知14区） | 東克哉 （1回、比例中国・広島3区） |                                         |                                            |
| 参議院議員（6人）                    |                                   |                                         |                                            |
| 徳永エリ （3回、北海道）             | 森本真治 （3回、広島県）          | 田名部匡代 （2回・衆院3回、青森県）     | 古賀之士 （2回、福岡県）                   |
| 羽田次郎 （2回、長野県）             | 村田享子 （1回、比例区）          |                                         |                                            |

## かつて所属していた人物
- 青山大人[15]
- 宮口治子[15] - 2025年1月、立憲民主党を離党。

### その他国政選挙落選・引退者
※は、国政選挙落選者、◆は、政界を引退した者。括弧内は、議員でなくなった時点での議会所属。
- 小沼巧※（参・茨城県）
- 吉田統彦※（衆・比例東海）

## 政治資金収支報告書の記載
| 年                | 本年収入額  | 会費納入者数 | 備考   |
| ----------------- | ----------- | ------------ | ------ |
| 2022年（令和4年） | 226万0000円 | 26人         | [ 2 ]  |
| 2023年（令和4年） | 307万3007円 | 26人         | [ 20 ] |